# Двигател на Стърлинг
Двигателят на Стърлинг е топлинен двигател, при който работното тяло (газ) се движи в затворен обем, разновидност на двигателя с външно горене. Работният процес при двигателя на Стърлинг е термодинамичният процес на преобразуване на топлинната енергия в механична. За разлика от други видове двигатели, при които буталото се движи вследствие на изгарянето на газове, тук буталото се задвижва от изменението в обема на газове с постоянна маса, затворени в херметична камера. Тази постоянна маса газове се разширява благодарение на външен топлинен източник. Като работен газ двигателят на Стърлинг може да ползва хелий, водород и просто въздух затова е бил известен като въздушен двигател, КПД на двигателя може да достигне на практика 40%.
Както и парният двигател, двигателят на Стърлинг се класифицира като разновидност на двигателя с външно горене, тъй като преносът на топлина към и от работния флуид се осъществява през топлообменници (гореща глава и студена камера с радиатор – на картинката) и по този начин процесът на горене и всички възможни замърсители са изолирани от работните части на двигателя. Това не е така в случая на двигателя с вътрешно горене, при който топлината се отделя в процес на горене вътре в работния флуид. Повечето от многобройните приложения на двигателя на Стърлинг спадат към категорията на буталните двигатели.

## Име и класификация
Двигателят носи името на Робърт Стърлинг, шотландски свещеник, изобретил първия двигател със затворен цикъл на въздуха през 1816 г. Fleeming Jenkin през 1884 г. предлага всички двигатели от такъв тип да се наричат Стърлинг двигатели. Предложението не среща подкрепа и двигателите на пазара продължават да са известни с имената на своите създатели или производители, например двигател на Rider, двигател на Robinson, двигател на Heinrici. През 1940-те, компанията Philips използва наименованието „Стърлингов двигател“ за своята конструкция на „въздушен двигател“, който по това време е бил тестван с работни флуиди, различни от въздух.

## История

### Изобретяване и ранно развитие
Стърлинговият двигател (по онова време познат като Стърлингов въздушен двигател) е изобретен и патентован от Роберт Стърлинг през 1816 г. след поредица от по-ранни опити, като това е най-вероятно първият двигател, който влиза в употреба през 1818 г. Сглобен от Стърлинг, двигателят се използва за изпомпване на вода от каменоломна. Изобретението е патентовано като устройство за топлообмен, което той нарича „икономайзър‘‘, заради добрата икономия на гориво в най-различни приложения. Патентът описва в детайли употребата на един „икономайзър‘‘ с неговия дизайн и уникален затворен въздушен цикъл, поради което в наши дни той най-често се нарича регенератор. Следващите разработки на Робърт Стърлинг и неговия брат Джеймс, също инженер, водят до патентоване на редица подобрени конфигурации, включително двигател с херметизация, който към 1843 г. постига значително увеличение на мощността и задвижва машините в леярната за метал в град Дънди.
Въпреки че е спорно, мнозина смятат, че освен за пестене на гориво, изобретателите искали да създадат по-безопасна алтернатива на парния двигател, чиито котли често експлодирали, което водело често до много наранявания или смърт. За разлика от тях, двигателят на Стърлинг не може да се взриви, защото работи при по-ниско налягане от парния двигател и не може да причини изгаряне с пара.
Нуждата от Стърлинговия двигател да работи при много високи температури, за да оптимизира мощност и ефективност, разкрива ограниченията на тогавашните материали, и малкото двигатели, сглобени през тези години, страдат от чести повреди. Това води до замяна на Стърлинговите двигатели с парни в леярната в Дънди след повредата на три от тях за четири години.

### Краят на 19 век
След повредите в леярната в Дънди няма данни за развитието на двигателя от братята и Стърлинговият двигател никога повече не успява да се конкурира с парния двигател на индустриално ниво (парните котли започнали да стават по-безопасни, а парните двигатели все по-ефективни). Въпреки това през около 1860 г. голямо количество по-малки двигатели от типа Стърлинг (нагорещен въздух) са произведени, като намират приложение на места, където от ниска до средна мощност е достатъчна като издигане на вода или осигуряване на въздух за църковните органи. Тези двигатели работели при по-ниска температура, за да не се натоварват материалите и заради това са били относително неефективни. Няколко типа остават в производство след края на века, но освен малки механични подобрения, дизайнът на Стърлинговия двигател не се променя значително.

### Съживяване през 20 век
В началото на 20 век ролята на Стърлинговия двигател като „домашен мотор“ постепенно се заема от електрическия двигател и малки двигатели с вътрешно горене. До края на 30-те, Стърлинговият двигател бива забравен, като се произвежда само за играчки и малки вентилатори.
По същото време Филипс търси начини да увеличи продажбите на своите радиоапарати в онези части на света, където електричеството и батериите не са постоянно достъпни. Ръководството на Филипс решава, че предлагането на преносим генератор с ниска мощност би допринесло за такива продажби и иска от инженерите в Айндховен да намерят алтернативни пътища за достигане на тази цел. След систематично сравнение на редица задвижващи устройства, екипът решава да избере Стърлинговия двигател, като се позовава на неговата тиха работа и възможността да работи с различни топлинни източници (обикновено лампено масло – „евтино и налично навсякъде“). Те са наясно, че за разлика от двигателите с вътрешно горене и парните двигатели, по Стърлинговите двигатели не са правени много модификации и се надяват, че с модерните материали и познания ще могат да се направят огромни подобрения.
През 1951 г. е готов за производство 180/200 W генератор MP1002CА (Bungalow set), като за начална партида са планирани 250 бройки, но скоро се разбира, че цената им няма да е конкурентна. Навлизането на транзисторните радиоприемници, консумиращи по-ниска мощност, допълнително обезсмисля първоначалната обосновка за този модел, но все пак са произведени около 150 бройки, като някои от тях се използват в университетите и колежите по света и служат за демонстрации на студентите.
Паралелно с MP1002CA, Филипс разработват експериментален Стърлингов двигател за редица приложения и продължават разработките си до края на 70-те, но постигат комерсиален успех единствено с „обърнатия Стърлингов двигател“ с криогенен охладител. Все пак те регистрират множество патенти в областта и натрупват информация, която се използва за разработки.
През 1996 г., шведският военноморски флот пуска три подводници от клас Готланд. Те се придвижват на повърхността от морски дизелови двигатели, но под водата използват Стърлингови генератори, за да презареждат батерии или да осигуряват електричество за движение. Стърлинговите двигатели се използват и в шведските подводници от клас Södermanland. При употребата в подводници, Стърлинговият двигател има предимството, че при работа е изключително тих.
Стърлинговият двигател се използва в технологията за концентратори на слънчева енергия от компании като Cleanergy, Ripasso Energy и United Sun SystemsInternational.

## Принцип на действие
Двигателят е така конструиран, че работният газ се сгъстява в студената му част и се разширява в горещата му част, по този начин преобразувайки топлина в енергия.
Вътрешният регенеративен топлообменник увеличава топлинната ефективност на двигателя в сравнение с обикновените двигатели с горещ въздух, при които той липсва.
Ако се захрани с механична сила, двигателят на Стърлинг може да функционира като термопомпа за отопление или охлаждане. През втората половина на 30-те години на 20 век, холандското поделение на корпорация „Филипс“ успешно използва двигател на Стърлинг в криогенни опити. При експериментите е използвана вятърна енергия, а двигателят на Стърлинг е използван като термопомпа за домашно отопление и климатизация.

### Компоненти
Топлината от двигателя на Стърлинг трябва да бъде предадена чрез топлообменници към работния флуид и след това към система за охлаждане. Система, представляваща двигател на Стърлинг, има поне един източник на топлина, една система за охлаждане и до пет топлообменници.

#### Източник на топлина
Източникът на топлина може да бъде осигурен чрез изгаряне на гориво. Понеже продуктите от горенето не се смесват с работния флуид и оттам не влизат в контакт с вътрешните части на двигателя, двигател на Стърлинг безпроблемно може да работи с горива, които биха повредили други двигатели, като например сметищен газ, който може да съдържа силоксан, който може да образува абразивен силициев диоксид в обикновените двигатели.
Други подходящи източници на топлина са слънчева енергия, геотермална енергия, ядрена енергия, отпадна топлина и биоенергия. Ако ще се използва слънчева енергия като източник на топлина, набавянето ѝ може да се осъществи посредством слънчеви огледала и слънчеви панели. При проучване на повърхностите на планети, може да се използват лещи и огледала на Френел. Двигателите на Стърлинг, задвижвани от слънчева енергия, стават все по-популярни, тъй като предлагат екосъобразен начин за производство на енергия, като същевременно с това са и икономически изгодни.

#### Нагревател/топлообменник
При малки двигатели това може да са стените на горещото място/места, но при необходимост от повече енергия е нужна по-голяма повърхност, за да се предаде достатъчно топлина. Обикновено това се постига с вътрешни и външни перки или много на брой тръбички.

#### Регенератор
При двигателя на Стърлинг, регенераторът е вътрешен топлообменник и временната топлина е поставена между горещите и студените места така, че работния флуид преминава първо в едната посока, след това в другата, взимайки топлина от флуида в едната посока и връщайки я в другата. Може да бъде нещо просто като метална мрежа или пяна. Предназначението му е да запази в системата топлина, която иначе би се обменила с околната среда при температури, междинни на максималните и минималните за цикъл, като по този начин дава възможност на термалната ефективност на цикъла да се доближи до ефикасността на Карно.
Основната цел на регенерацията в двигател на Стърлинг е увеличаване на термалната ефективност чрез ‘рециклиране’ на вътрешна топлина, която в противен случай би минала през двигателя. Като вторичен ефект, увеличената термална ефективност продуцира повече енергия. На практика тази допълнителна енергия може да не бъде напълно реализирана.
Предизвикателство при създаването на регенератор е заделянето на достатъчно капацитет за трансфер на топлина, без същевременно да се създаде твърде много вътрешен обем („мъртво пространство“) или поточно съпротивление. Тези проблеми при конструирането са едни от многото фактори, които лимитират ефикасността на двигатели на Стърлинг на практика. Типична конструкция е смес от фини метални мрежички с ниска порьозност (с цел намаляване на мъртвото пространство), с оси на жиците, перпендикулярни на потока от газ с цел намаляване на проводимостта в тази посока и максимизиране на конвективния пренос на топлина.
Регенераторът е ключов компоненент, изобретен от Робърт Стърлинг, и наличието му отличава истинския двигател на Стърлинг от всякакви други двигатели с горещ въздух със затворен цикъл.

## Конфигурации
Има три основни типа двигатели на Стърлинг, различаващи се по начина, по който придвижват въздуха между горещите и студените пространства:
1. Алфа конфигурацията има две бутала, едно в горещ цилиндър и едно в студен цилиндър. Газът се придвижва между тях чрез буталата.
2. Бета конфигурацията има един цилиндър с горещ край и със студен край, бутало и заместител, който движи газа между двете краища.
3. Гама конфигурацията има два цилиндъра: един, съдържащ заместител с горещ и студен край и цилиндър за буталото.

### Алфа конфигурация
Алфа Стърлинг съдържа две бутала в отделни цилиндри, един горещ и един студен.
Горещият цилиндър е разположен в горещия топлообменник, а студеният цилиндър в студения топлообменник. Този тип двигател има високо съотношение енергия-обем, но има технически проблеми, заради (обичайно) високата температура на горещото бутало и издръжливостта на уплътненията му. По принцип това бутало има голяма изолационна глава, която мести уплътненията от горещата зона, но по този начин се създават мъртви пространства. Ъгълът на коляновия вал има голям ефект върху ефикасността и обикновено най-добрият ъгъл се намира експериментално.

### Бета конфигурация
Бета двигател на Стърлинг има единично бутало, разположено в същия цилиндър във вала, където е заместителното бутало. Заместителното бутало е хлабаво и не извлича енергия, а служи като совалка за работния газ между горещите и студените топлообменници. Когато газът е избутан към горещия край на цилиндъра, тя се свива и инерцията на машината избутва буталото на другата страна с цел сгъстяване на газа. За разлика от алфа конфигурацията, бета конфигурацията няма проблемите, предизвикани от движещите се горещи уплътнения.

### Гама конфигурация
Гама двигателят на Стърлинг е Бета двигател на Стърлинг, при който буталото е монтирано в отделен цилиндър до цилиндъра със заместителното бутало, но също така е свързано към същото махово колело. Газът в двата цилиндъра може да се движи свободно между тях, запазвайки формата си. Тази конфигурация създава по-малко сгъстяване заради обема на връзката между двете, но механичната конструкция е по-проста и често се използва в двигатели на Стърлинг с много цилиндри.

### Други типове
- Ротационният двигател на Стърлинг цели да преобразува енергия от цикъла на Стърлинг в ускорение, подобно на ротационния двигател с вътрешно горене. Към момента няма създаден такъв тип двигател, но има създадени концепции, модели и патенти.
- Флуидният двигател използва хидравлични бутала за осъществяване на цикъла на Стърлинг. Енергията, произведена от този двигател, отива в изпомпване на течността. В най-простата си форма двигателят съдържа работен газ, течност и две възвратни клапи.
- Двигателят на Рингбом е концепция, създадена през 1907, при която няма ротационен механизъм или връзка за заместителя. Вместо това се задвижва от малко спомагателно бутало, обикновено чрез дебел прът, като движението е ограничено посредством ограничители.
- Двигателят на Франчот е двойнодействащ двигател, изобретен от ‘Франчот’ през 19 век. При двойнодействащия двигател налягането на работната течност се прилага върху двете страни на буталото. Двигателят на Франчот се състои от две бутала и два цилиндъра, и прилича на две отделни алфа конструкции. Всяко бутало има две газови фази, което прави използването на механичните компоненти по-ефективно в сравнение с обикновена единична алфа конструкция.

### Двигатели на Стърлинг със свободни бутала
Двигателите на Стърлинг със свободни бутала включват такива с течни бутала и такива, които имат мембрани за бутала. При тези устройства, енергията може да се добавя или премахва чрез електрически линеен алтернатор, помпа или друго коаксиално устройство.
Така се елиминира нуждата от скачване и се намалява броя на движещите се части.
Четирите основни стъпки в цикъла на двигател на Стърлинг със „свободно бутало“ са:
1. Буталото се изтласква навън посредством разширяването на газа, като по този начин произвежда енергия. Гравитацията не оказва влияние в цикъла.
2. Обемът на газа в двигателя се увеличава и налягането намалява, което създава разлика в налягането на заместителния прът, принуждавайки го да се премести към горещия край. Когато избутвателят се движи, буталото е почти стационарно и обемът на газа е почти постоянен. Тази стъпка води до постоянно охлаждане, което намалява налягането на газа.
3. Намаленото налягане задържа пасивното движение на буталото и започва да го ускорява към горещия край отново по собствена инерция, сгъстявайки вече студения газ, който е предимно в студеното пространство.
4. С увеличаването на налягането се достига точка, където разликата в налягането около заместителния прът става достатъчно голяма, за да започне да го бута (заедно с него и заместителя) към буталото, по този начин намалявайки студеното пространство и прехвърляйки студения сгъстен газ към горещата страна. Когато газът пристигне в горещата страна, налягането се увеличава и започва да мести буталото навън, по този начин започвайки стъпката на разширение, обяснена в (1).

През 1960-те, W.T. Beale изобретява двигател на Стърлинг със свободно бутало с цел преодоляване на трудността от смазването на механизма на манивелата. Подобни типове двигатели са създавани и от E.H. Cooke-Yarborough и C. West. G.M. Benson също има важни приноси към концепцията и има много патенти за двигатели със свободни бутала.
Стърлинг машина със свободни движещи се компоненти за първи път е патентована в Англия през 1876 г. Машината е била предвидена да бъде хладилник (обърнат цикъл на Стърлинг). Първият продукт, използващ свободно бутало, е портативен хладилник, произведен от Twinbird Corporation в Япония и представен в САЩ от Coleman през 2004 г.

### Термоакустичен цикъл
Термоакустичните устройства са много по-различни от типичните Стърлинг устройства, въпреки че пътят, изминат от всяка една молекула газ е като при обикновен цикъл на Стърлинг. Тези устройства включват термоакустичен двигател и термоакустичен хладилник. Акустични вълни с висока амплитуда причиняват сгъстяване и разширяване, докато извънфазни акустични пътуващи вълни, предизвикват изместване по температурен градиент, аналогичен на Стърлинговото заместително бутало. Термоакустичните устройства обикновено не разполагат със заместителя, който е наличен при Стърлинг бета и Стърлинг гама двигателите.

### Други разработки
През 1986 г. Infinia Corporation започва да разработва високонадеждни импулсни Стърлинг двигатели със свободно бутало и термоакустични охладители. Конструкцията използва огъващи се лагери и херметически затворени хелийни газове. Към 2010 г., корпорацията има повече от 30 патента и редица търговски продукти за производство на енергия. НАСА разглежда ядрено разпадане, като нагрява Стърлинг двигател за по-продължителни мисии във външната слънчева система.

## Теория
Идеалният цикъл на Стърлинг има четири термодинамични процеса, които въздействат върху работещата течност:
1. Изотермно разширяване. Пространството за разширяване и свързания топлообменник се поддържат с постоянна висока температура, газовете са в състояние на почти изотермично разширение, като абсорбират топлината от нагревателя.
2. Отнемането на толината с постоянен обем (известен още като изообемен или изохорен процес)
 Газовете минават през регенератора, където изстиват и отдават топлината си на регенератора[2] за използване през следващия цикъл.
3. Изотермно свиване (сгъстяване)
 Пространството за разширяване и свързания топлообменник се поддържат с постоянна ниска температура, газовете са в състояние на почти-изотермично свиване, като отделят топлина към радиатора.
4. Добавянето на топлина с постоянен обем (известен още като изообемен или изохорен процес).
 Газовете минават през регенератора, където приемат обратно топлината, отдадена при (2) и се затоплят на път към пространството за разширяване.

Теоретичният термален коефициент на полезно действие е равен на хипотетичния цикъл на Карно, т.е. най-големият коефициент на полезно действие, който е възможен при който и да е топлообменен двигател. Въпреки че теоретичният цикъл е полезен за показването на общи принципи, той коренно се различава от практическите модели на Стърлинговия двигател. Дискутирано е, че широкото му използване в много базови книги на тема термодинамика и инженерство е повлияло зле на изучаването на Стърлинговия двигател.
Има проблеми в реалния свят, които намаляват коефициента на полезно действие на построените двигатели, заради ограничения на конвективния топлообмен и вискозния поток (флуидно триене). Има и практични механични ограничения, например опростените кинематични връзки, които могат да бъдат предпочитани пред по-сложни механизми, необходими да се построи идеалния цикъл. Други граници се налагат от наличните материали – например реалните свойства на работния газ, топлопроводимост, якост на опън, пластичната деформация, якост на скъсване, и температура на топене.
Често се повдига въпроса дали идеалният цикъл с изотермно разширяване и свиване е наистина правилният идеален процес, който да се приложи към Стърлинговия двигател. Професор С. Дж. Ралис изтъква, че е много трудно да си представиш условия, където камерата за разширяване и свиване се приближават до изотермно състояние и е много по-реалистично да се представи като адиабатен. Идеалният анализ, в който камерите за разширяване и свиване са представени като адиабатни с изотермни топлообменници и перфектна регенерация, е анализиран от Ралис и представен като по-добра идеализация за Стърлинговите машини. Той е нарекъл този цикъл „псевдоСтърлингов“ или „идеален адиабатичен Стърлингов цикъл“. Важно последствие на този идеален цикъл е, че не може да се изчисли коефициента на полезно действие на Карно. Следващо последствие на този цикъл е, че максималният коефициент на полезно действие се намира при по-нисък процент на свиване, което се наблюдава при реалните машини.
В друга автономна разработка, Т. Финкелстайн също разглежда адиабатични камери за разширяване и свиване в своя анализ на Стърлингови машини.

## Приложения
Основните области на приложение на двигателя са за механично задвижване (двигатели за автомобили, самолети и подводници) и като компонент на системи за генериране на електричество при производството на слънчева, комбинирана и ядрена електроенергия. Тъй като цикълът на Стърлинг може да се прилага и на обратно, като механичната енергия се превръща в обмен на топлина (топлинна помпа или хладилник), това още повече разширява областта му на приложение в специфични системи за нагряване и изстудяване.
Съществуват различни конфигурации на Стърлинговия двигател, но много от тях изискват уплътнение, което трябва да се плъзга или върти. Това води до загуби от триене или утечка на флуида. Възможно е да се сглоби херметически уплътнен вариант без бутало, което намалява загубите при триене и напълно премахва загубите на флуид. Например, Стърлинговият охладител без бутало (Free Piston Stirling Cooler) превръща електрическата енергия в практична топлинна помпа, която се използва в преносими хладилници и фризери. Обратно, възможно е да се сглоби електрически генератор без бутало, който превръща топлината в механична енергия, а след това в електричество. И в двата варианта енергията се преобразува с помощта на магнитно поле, така че да не се наруши херметичността.

### Охладител
Всеки Стърлинг двигател може да работи обратно като термопомпа: когато се приложи механична сила, се появява температурна разлика между двата резервоара. Основните механични компоненти на един Стърлинг охладител са идентични с тези на Стърлинг двигателя. И при двата топлината се придвижва от разширителния съд към компресионния съд. За да стане това, трябва да се приложи вътрешна сила, за да може топлината да се задвижи срещу топлинната разлика, особено когато компресионният съд е по-горещ от разширителния съд. Външната част на разширителния съд може да се позиционира в температурно изолиран съд, например вакуумна колба. Резултатът е, че топлината се изсмуква от това отделение и отива в компресионния съд. Този съд ще бъде нагрят до температура, по-висока от околната и по този начин топлината ще бъде отдадена в пространството около съда.
Едно от съвременните приложения е в криогениката за замразяване. При стандартни температури за замразяване, Стърлинг охадителите не са особено добри по отношение на икономичността, в сравнение с охладителните системи Ранкин (Rankine). Въпреки това, при температури, по-ниски от – 30 °С, охладителните системи Ранкин не са толкова ефективни, поради липсата на охладителни газове с толкова ниска температура на кипене. Стърлинг охладителите имат способността да свалят температурата до – 200 °С (73 К), което е аналогично на втечняване на въздуха. Двустепенните двигатели Стърлинг могат да свалят температурата дори до 20 К, което е аналогично на втечняване на неона. За тази цел Стърлинг охладителите са по-подходящи от другите охладителни системи. Стандартният коефициент на представянето е около 0.04 – 0.05, което отговаря на 4 – 5% ефективност.
Първият Стърлинг охладител е произведен от Филипс през 50-те години на 20 век и първоначално е използван във фабрики за производство на течен въздух. През 1990 година производството на охладители Стърлинг се отделя от Филипс в нова компания, която съществува и до днес и произвежда охладителни системи.
Широка гама от по-малки Стърлинг охладители се използват за различни цели, като например охлаждане на електронни сензори и микропроцесори. За тези цели Стърлинг охладителите са на-ефикасните и най-подходящи охладителни системи поради способността им да свалят температурата до много ниски стойности. Освен това те са тихи, работят без вибрации, могат да се изработят в много малки размери и имат висока надеждност и малка нужда от поддръжка.

### Термопомпи
Термопомпата Стърлинг е много подобна на Стърлинг охладителя, като основната разлика е, че обикновено работи при стайна температура. Към момента основното ѝ приложение е да изпомпва топлината от външната страна на сградата към вътрешната ѝ част, като по този начин отоплява помещението при много ниски разходи за енергия.
Както при всяко друго Стърлинг устройство, топлината се движи от разширителния съд към компресионния съд. Въпреки това, за разлика от двигателя на Стърлинг, разширителният съд работи при по-ниска температура от компресионния съд, така че вместо да произвежда енергия, се изисква прилагане на механична сила във връзка с втория закон на термодинамиката. Механичната сила може да бъде приложена от електромотор или например вътрешна горивна система.
Разширителната част на термопомпата е термично свързана към източника на топлина, който най-често е външната околна среда. Компресионната част се позиционира в околната среда, за да се нагрее, след което топлината се вкарва вътре. Обикновено има изолация между двете части, така че да има покачване на температурата вътре в помещението.
Термопомпите са най-енергоефективния вид отоплителни системи към днешния ден, защото те улавят излишната топлина от околната среда, вместо да превръщат нейната енергия директно в топлина. В съответствие с втория закон на термодинамиката, термопомпите винаги изискват влагане на допълнителна външна сила, за да преодолеят температурната разлика и да вкарат топлината вътре в помещението.
В сравнение с конвенционалните термопомпи, Стърлинг термопомпите често имат по-висок коефициент на полезно действие. Макар че към 2016 Стърлинг системите имат ограничено търговско приложение, тяхната употреба се очаква да се повиши поради повишено пазарно търсене на енергоспестяващи уреди.

### Портативно охлаждане
FPSC (Free Piston Stirling Cooler) е напълно изолирана отоплителна система, която има само две подвижни части – спусък и подвижна част, и която може да използва хелий като работна течност. Спусъкът обикновено се задвижва от магнитно поле, което е източник на енергията, която е необходима, за да се задвижи охладителния цикъл. Магнитната сила позволява спусъка да се движи без изискване за допълнителни пломби, уплътнения, пръстени или други системи за херметическо затваряне. Потвърдените преимущества на системата включват: подобрена ефикасност на охладителния капацитет, по-ниско тегло, по-малък размер и по-добър контрол.
FPSC е изобретено през 1964 г. от Уилям Бийл – професор от Университета в Охайо. Той е основател и продължава да бъде свързан с компанията Сънпауър, която проучва и разработва системи за армията, космонавтиката, индустрията, както и търговски приложения. Един такъв охладител е използван от НАСА за охлаждане на апаратурата в различни сателити.
Други производители на FPSC технологии са Twinbird Company of Japan, фирма Колман (Coleman Company), Twinbird. Портативният охладител може да работи повече от един ден и да поддържа отрицателни температури, задвижван от автомобилен акумулатор.

### Системи с ниска температурна разлика
Един Стърлинг двигател може да работи при всякакви температурни разлики, като например разликата между дланта на ръката или стайната температура и ледено кубче. Постигнат е рекорд от само 0.5 °С температурна разлика през 1910 г. Обикновено дизайнът е в гама-конфигурация за по-голяма опростеност и системата е без регенератор, въпреки че някои части се правят от пяна с цел частична регенерация. Обикновено те работят при налягане от около една атмосфера. Произведената енергия е по-малко от един ват, а самите системи се използват само за демонстрационни цели и като играчки. Въпреки това са създавани и доста големи системи за ниска температура, които са използвани за изпомпване на вода, използвайки директна слънчева светлина без или с минимално увеличение.

## Експлоатация
Стърлинговият двигател е със затворен цикъл и в него се използва определено количество газ, обикновено въздух, водород или хелий, наречен „работен флуид“. При нормална експлоатация, двигателят е затворен и газът не влиза и не излиза от двигателя. За разлика от други двигатели с бутала, няма клапани. Стърлинговият двигател, подобно на повечето топлинни двигатели, използва четири главни процеса – изстудяване, сгъстяване, затопляне и разширяване. Това става чрез преместване на газа между горещ и студен топлообменник, често с регенератор между тях. Горещият топлообменник е в термален допир с източника на топлина, например горелка, а студеният топлообменник е в термален допир с радиатор, например тънки пластинки. Разликата в температурата на газа води до възникване на разлика в налягането му, докато движението на буталото алтернативно разширява и сгъстява газа.
Поведението на газа следва законите за газовете, които описват как са свързани с налягането, температурата и обема им. Когато газът се затопля в затворена камера (постоянен обем), налягането се покачва и така причинява движение към буталото, за да се получи ударен тласък. Когато газът изстине, налягането спада, буталото се прибира и така се получава нетна изходна мощност.
Както при всички топлинни двигатели, идеалният Стърлингов цикъл е неизпълним в реалния свят; достигнат е коефициент на полезно действие от 50%, подобно на горната граница на дизеловия двигател. Коефициентът на полезно действие на Стърлинговите машини е също свързан с температурата на околната среда; по-висок коефициент е достижим когато времето е студено, поради това този тип двигатели не са приложими при топъл климат. Както и други двигатели с външно горене, Стърлинговият двигател може да използва и топлинни източници, различни от изгарянето на горива.
Когато едната страна на буталото е отворена към атмосферата, експлоатацията е малко по-различна. Когато затвореният обем на работния газ се допира до топлата страна, се разширява, въздействайки и на буталото, и на атмосферата. Когато работният газ се докосне до студената стена, налягането му пада под атмосферното, и атмосферата избутва буталото и въздейства върху газа.
В заключение, Стърлинговият двигател използва температурната разлика между топлия и студения край, за да създаде цикъл, в който дадено количество газ, нагрята и разширена, изстудена и сгъстена, превръща топлинната енергия в механична. С увеличаването на температурната разлика се увеличава и коефициента на полезно действие. Максималният теоретичен коефициент на полезно действие е равен на цикълът на Карно, но реалните двигатели имат по-малък коефициент поради триене и други загуби.
Построени са и свръхмаломощни двигатели, които работят и при минимална температурна разлика от 0,5 К. При Стърлинговия двигател с изместване има едно бутало и един измествател. Нужна е температурна разлика между двата края на голям цилиндър, за да работи двигателя. При Стърлинговия двигател с много малка температурна разлика ( low-temperature difference (LTD) ) двигателят може да работи само с температурната разлика между ръката и околния въздух. При Стърлинговия двигател с изместване, буталото е добре уплътнено и се контролира, като се мести нагоре-надолу, когато газът вътре се разшири. Измествателят е закрепен хлабаво, така че въздухът може спокойно да преминава между топлата и студената камери на двигателя. Измествателят се придвижва, за да контролира загряването и изстудяването на газа в двигателя. Има две позиции:
1. Когато измествателят е близо до горната част от цилиндъра, по-голямата част от газа в двигателя е вече затоплена от топлинния източник и разширена. Това увеличава налягането, което мести буталото нагоре.
2. Когато измествателят е близко до дъното на цилиндъра, по-голямата част от газа в двигателя е вече изстудена и се свива, налягането се намалява, и позволява на буталото да се премести надолу и да сгъсти газа.

### Херметизация
В повечето Стърлингови двигатели с висока мощност минималното и средното работещо налягане на работния флуид са по-високи от атмосферното налягане. Това първоначално налягане може да бъде създадено с помпа, с пълнене на двигателя с газ под налягане от бутилка, или като просто двигателя се херметизира когато средната му температура е по-ниска от средната му работна температура. Всички тези методи повишават масата на работния флуид в термодинамичния цикъл.
Всички топлообменници трябва да са правилно оразмерени, за да подават необходимите скорости на тооплообмен. Ако топлообменниците са правилно проектирани и могат да подават термалния поток, необходим за конвективен топлообмен, тогава двигателят с първо приближение произвежда мощност, пропорционална на средното налягане, както е прогнозирано от числото на Уест и числото на Бийл. В практиката, максималното налягане е равно на това на безопасната експлоатация на камерата под налягане. Както и повечето характеристики на Стърлинговия двигател, оптимизацията е многомерна, и често има противоречиви изисквания. Трудност при херметизацията е, че докато повишаването на налягането подобрява мощността, необходимата топлина се повишава пропорционално на повишаването на налягането. Топлообмена става все по-труден с нарастването на налягането, понеже по-високото налягане изисква все по-дебели стени на двигателя, което затруднява топлообмена.

### Смазки и триене
При високи температури и налягане, кислорода в камерата под налягане или работния газ в двигателите с горещи газове може да се смесят със смазката на двигателя и да експлодират. Поне един човек е загинал в такава експлозия.
Смазките също могат за запушат топлообменниците, особено регенератора. Поради тези причини конструкторите предпочитат материали с нисък коефициент на триене, които не изискват смазки, като политетрафлуоретилен (ПТФЕ) (тефлон) или графит, с нисък перпендикулярен натиск над подвижните части, особено за движещите уплътнения. Някои проекти избягват движещи повърхности, като използват диафрагми вместо уплътнени бутала. Тези характеристики позволяват Стърлинговите двигатели да имат много ниско ниво на техническо обслужване и по-дълъг живот в сравнение с двигателите с вътрешно горене.

## Анализ

### Сравнение сдвигатели с вътрешно горене
За разлика от двигателя с вътрешно горене, двигателят на Стърлинг има потенциала по-лесно да използва възобновяеми топлинни източници, да бъде по-тих и по-надежден с по-малко поддръжка. Тяхното приложение е предпочитано в случаите, когато от значение са тези уникални предимства, особено ако цената за единица генерирана енергия е от по-голямо значение от капиталовия разход за единица мощност. Въз основа на тези твърдения може да се каже, че двигателят на Стърлинг е ценово конкурентен до нива на мощност от около 100 kW.
В сравнение с двигателите с вътрешно горене със същата мощност, двигателите на Стърлинг са по-скъпи и обикновено са по-големи и по-тежки. Въпреки това, те са по-ефективни, отколкото повечето двигатели с вътрешно горене. Техните по-ниски изисквания за поддръжка правят цялостния енергиен разход сравним. Топлинната ефективност също е сравнима (за малки двигатели) с вариация от 15% до 30%. За приложения като micro-CHP двигателят на Стърлинг също е предпочитан пред двигателя с вътрешно горене. Други приложения са: при изпомпване на вода; в космонавтиката и генериране на електричество от много и разнородни източници на енергия, които са несъвместими с двигателя с вътрешно горене (като слънчева енергия, биомаса, селскостопански отпадъци и битови отпадъци). Този тип двигатели също се използват за задвижване на шведските подводници – клас Gotland. Въпреки всичко, двигателите на Стърлинг в общия случай не са ценово конкурентни както двигателите за автомобили заради високата цена на единица мощност и високата цена на материалите за изработка.
Базовият анализ се основана на анализ на Schmidt от тип затворена форма.

### Предимства
- Двигателят на Стърлинг може да работи директно с всички налични източници на топлина, не само тези, използващи горене. От това излиза, че двигателят може да бъде задвижван от топлина, отдаване от геотермални, биологични и ядрени източници, от слънчева енергия и дори от отпадъчна топлина на различни индустриални процеси.
- Може да бъде използван непрекъснат процес на горене за доставяне на топлина, така че да могат да бъдат намалени вредните емисии, наблюдавани при двигателите с вътрешно горене, свързани с постоянното запалване и изгасване на горивно-въздушната смес.
- При някои видове двигатели на Стърлинг лагерите и уплътненията са изнесени от към по-студената част на двигателя (нещо, което не може да се направи при двигателите с вътрешно горене), поради което тези елементи издържат на повече работа и се нуждаят от по-малко количество смазка.
- В някои отношения механизмът на работа на двигателя на Стърлинг е по-прост от този на други видове бутални двигатели. Не са необходими никакви клапани, а системата на горелката може да бъде направена сравнително проста. Базов двигател на Стърлинг може да бъде сглобен с помощта на материали, налични във всяко домакинство.
- Двигателят на Стърлинг използва работен флуид в едно агрегатно състояние, което поддържа вътрешното налягане сравнително постоянно, вследствие на което при добре проектирана система, рискът от експлозия (или друга авария, породена от резките промени в налягането) е минимален. За сравнение парният двигател, който използва работен флуид в две агрегатни състояния (течно и газообразно) може да експлодира от дефект в някой от предпазните му клапани.
- В някои случаи ниското работно налягане позволява използването на олекотени цилиндри.
- Този тип двигатели могат да бъдат проектирани така, че да работят тихо, без нужда от осигуряване на приток на въздух за работния им цикъл (използва се за изграждане на въздушнонезависими двигателни системи, прилагани в подводниците).
- Двигателите на Стърлинг могат да бъдат стартирани лесно и работят по-ефективно в студено време, още преди да достигнат оптимална работна температура, за разлика от двигателите с вътрешно горене, които имат влошено КПД когато не са загрели.
- Когато се използва за изпомпване на вода, двигател на Стърлинг може да бъде проектиран така, че водата да охлажда частта от двигателя, създаваща компресия. Това повишава ефективността му при изпомпване на студена вода.
- Те са много гъвкави. Могат да бъдат използвани за комбинирано производство на топлинна и електрическа енергия през зимата и за охлаждане през лятото.
- Неизползваната топлинна енергия е сравнително лесна за събиране (в сравнение с тази при двигателя с вътрешно горене), което прави двигателя на Стърлинг полезен при нужда от системи с два изхода – на топлина и на електрическа енергия.
- През 1986 г. НАСА конструира двигател на Стърлинг за автомобил и го монтира на Chevrolet Celebrity. Разходът на гориво бил подобрен с 45% и вредните емисии били значително намалени. Ускорението било еквивалентно на това при стандартните двигатели с вътрешно горене. Този двигател (обозначен с названието Mod 11) обезсмисля аргументите, че двигателите на Стърлинг са тежки, скъпи, ненадеждни и със слаби резултати. При този двигател също отпада нуждата от ауспуси и от честа смяна на маслото.

### Недостатъци

#### Въпроси, свързани с размера и стойността
- За да работи, двигателят на Стърлинг използва обмяна на топлина при входа и изхода на топлина от системата. Това се осъществява посредством флуида, който се намира под налягане, пропорционално на изходната мощност на двигателя. В допълнение топлообменникът, в който се извършва разширяването на флуида, често оперира при много високи температури, така че материалът, от който е изграден, трябва да издържа на тези условия. Обикновено такива материали довеждат да значително увеличаване на цената на двигателя. Материалите и монтажните разходи за топлообменника, издържащ на висока температура, обикновено възлизат на 40% от общата стойност на двигателя.
- Всички термодинамични цикли изискват големи температурни разлики за ефективна работа. В двигателя с външно горене, температурата на нагревателя винаги е равна или превишава температурата на разширяване. Това означава, че металургичните изисквания към материала за съответния нагревател са много високи. Положението е подобно при газовите турбини, но е коренно различно от дизеловите двигатели например, където температурата на разширяване може да превишава значително металургичния лимит на материала, от който е изграден двигателят, защото там тази температура не се предава по корпуса на целия двигател, а се изнася извън него. Цикълът Стърлинг не е реално постижим, реалният цикъл на Стърлинг машините е по-малко ефективен от теоретичния. Също ефективността на цикъла е по-ниска, когато температурата на околната среда е със средни стойности, а дава най-добрите резултати в студена среда.
- Отвеждането на неизползваната топлина е сложен процес, защото междувременно температурата на охлаждащата течност трябва да се поддържа възможно най-ниска, за да се постигне максимална термална ефективност. Това увеличава размера на радиаторите, което от своя страна увеличава размера на целия двигател. Заедно с високата стойност на материалите за изграждането му, това е един от факторите, затрудняващи използването на двигател на Стърлинг като двигател за масовите автомобили.

#### Въпроси, свързани с мощността и въртящия момент
- Двигателите на Стърлинг, особено тези, които работят с малки температурни разлики, са доста големи за количеството енергия, което произвеждат. Това се дължи предимно на коефициента на топлопредаване на газообразната конвекция, която ограничава потока от топлина, която може да бъде постигната в типичен студен топлообменник до около 500 W/(m2.K) и в горещ топлообменник до около 500 – 5000 W/(m2.K). В сравнение с двигателите с вътрешно горене, това превръща в предизвикателство трансфера на топлина от и към работния флуид за инженерите. Заради топлинната ефективност, необходимият трансфер на топлина расте с по-ниска температурна разлика и повърхността на топлообменника (и разходите за създаването му) за 1 кW изходна мощност расте с 1/Delta T на втора степен. Следователно стойността на двигателите на Стърлинг с много ниската температурна разлика е много висока.
- Двигателят на Стърлинг не може да започне незабавно работа. Той буквално трябва да „загрее“. Това е вярно за всички двигатели с външно горене, но времето за загряване на такъв двигател може да бъде по-дълго, отколкото за други от този тип, например парни двигатели. Двигателите на Стърлинг най-често са използвани като двигатели с постоянна скорост.
- Изходната мощност на двигател на Стърлинг почти винаги е константна и точното ѝ регулиране обикновено изисква внимателно планиране и добавяне на допълнителни механизми. В различните случаи промяната на изходната мощност се постига чрез използване на специални колянови валове, чрез промяна на количеството на работния флуид, а в някои случаи и чрез промяна на товара на двигателя. Константната мощност на двигателя всъщност се оказва, че не е недостатък, ако двигателят е използван като елемент от хибриден електрически двигател, където постигането на постоянна мощност е желан ефект.

### Въпроси, свързани с избора нагаз
- Използваният газ трябва да има такива свойства, че при минимално прехвърлено количество топлина да води до голямо увеличение на налягането. Като се има предвид това, хелият е идеален кандидат за целта. По принцип и въздухът може да бъде считан за кандидат, но кислородът, който се намира в него, може да доведе до експлозия, когато е в силно компресирана форма и се комбинира със смазочните материали в двигателя. След подобен инцидент, Philips стават пионери в проучването и използването на други газове, за да избегнат повторни експлозии.
- Водородът е с нисък вискозитет и висока топлопроводимост, което го прави много мощен като работен газ за двигателя на Стърлинг. Въпреки това поради ниската си молекулярна маса и свойствата, които придобива при висока температура, газът успява да премине през солидните метални стени на нагревателя, от което се получават загуби. Тази дифузия през въглеродна стомана е твърде висока за да бъде практична, но може да се окаже в приемливи параметри при материали като алуминий или дори неръждаема стомана. При някои видове керамика дифузията също се намалява значително. От казаното дотук се вижда, че за поддържане на налягането в двигателя е необходима херметически запечатана система. За двигатели с голяма разлика в работната температура може да се окаже необходимо проектиране на допълнителни системи за поддържане на налягането. Тези системи могат да представляват бутилки за съхранение на газ или генератори на газ.
- В повечето двигатели на Стърлинг, разработени по съвременни технологии (като тези, създадени за държавните лаборатории на САЩ), се използва хелий като работен газ, заради близките му свойства до водорода и намалените рискове при съхранението му. Хелият е инертен газ, от което следва че не е лесно запалим като водорода. Като недостатък може да се посочи, че хелият е сравнително скъп. Има тест, който показва, че двигател с водород като работен газ е с 5% по-ефективен от такъв с хелий. Теоретично е доказано, че добре проектиран въздушен двигател може да се доближи до ефективността на такъв с хелий или водород.
- Има двигатели, използващи въздух или азот. Тези газове имат много по-лоши показатели от тези на гореспоменатите, което увеличава разхода на енергия при работа. От друга страна, при тях е по-лесно снабдяването с работния газ и ограничаването на загубите му. За по-голяма безопасност при работа с въздух, той може да се подложи на процес на окисляване и по този начин да се премахне почти напълно кислорода от него, превръщайки го в почти инертен газ.
- Други възможни леки газове за използване в двигател на Стърлинг са метан и амоняк.